# Ириси
Ириси (лат. Iridaceae) су фамилија монокотиледоних скривеносеменица из реда Asparagales. Обухвата перунике, шафране и гладиоле. Именована је по типском роду Iris што значи дуга (према многим бојама цветиова). Обухвата око 70 родова, са 2.244 врста, а космополитског је распрострањења.). Укључује и бројне друге добропознате култивиране биљке, као шро су оне из родова Freesia, Gladiolus и Crocus.
Чланови ове породице су вишегодишње биљке, са луковицама, поданцима или ризомима. Биљке расту усправно, а имају лишће које су углавном личи на траве, са оштрим централним улегнућем.

## Опис
се могу разликовати од других монокотиледона, углавном по листовима, који су често у облику мача, врха и морфолошки слични (унифацијални), а цветови само у једном кругу с три прашника (осим у роду Isophysis) и једаним од сталним јајником.

### Изглед
су углавном вишегодишњие биљке, а ретко су једногодишње (неке типа рода Sisyrinchium). Врсте из потпородице Nivenioideae су дрвенасте.
Основни облик подземних преживљавајућих органа у породици су округласто-издужени вишегодишњи ризоми, који су обично кратки. У племену Tigrideae су луковичасти, а окружени су сухом, смеђом облогом („туника”). Чак и у пођродовима Scorpiris, Xiphion i Reticulata рода Iris, јављају се луковичасти гомољи, који су вероватно еволуирали независно од правих луковица. Формирање гомоља је основно обилежје потфамилије Crocoideae, али и неких афричких родова племена Homeriinae и Ferrariinae унутар племена Irideae. у Crocoideae, гомољи имају јак централни цилиндар, уз формирање корења са туберозном основом, а обично се састоје од неколико интернодијума. Облик гомоља се разликује унутар племена. У племену Watsonieae су настали из пазушних пупољака на основи цветних пупова, а клијањем гомоља се формирају у луковичасти врх. Насупрот томе, Croceae производе барем део гомоља из базе цветних пупољака, а изданци наредне године настају из пупољака у горњем чвору гомоља. Гомољи у оквиру племена Irideae су са дифузно израженим централним цилиндром, а пролетно корење ниче из пупољака на њиховом врху.

### Листови
Листови су морфолошки и анатомски обично у облику мача и скоро исти и на дну и при врху (унифацијални), а стоје у отвореном коричном листу. Одступања се јављају као склопљени листови Tigridieae и неких Crocoideae (Babiana и већине типова Crocosmia). Код неких се формирају дорзивентрални залисци са различитим површинама, посебно код афричких Homeriinae, потплемена у племену Irideae. У подродовима Scorpiris, Xiphium и Reticulata рода Iris имају листове са различитим врховима и основама. Дорзивентрални листови се јављају у Ixioideae и родовима шафрана (Crocus) и Syringodea. Затворене облоге се могу наћи у целој потпородици Crocoideae, а понекад се такође јављају у потпородици Iridoideae.

### Цвасти
Основни облик цвасти у породици је такозвани рифидиј, специјализован за смештање једноделних цима. У потфамилији Iridoideae, ове цвасти су или вршне на главном и бочним дршкама или су уређене другачије, се метлицама, или су сасвим усамљене или у групама од неколико цвасти. Овај рифидијум се састоји од две велике, листокике плоче, од којих свака обавија неки од цветова који расту из заједничког полазишта. Цветови сукцесивно излазе из расцепа, у зависности од њиховог броја у периоду цветање од око седмице дана. Обично у паровима срасле цвасти су карактеристичне за потфамилију Nivenioideae. У роду Isophysis у моногенеричкој потпородици Isophysidoideae, цветови су појединачни, али су као и цваст Iridoidae окружени са двије насупротне корице. У потфамилији Crocoideae цвасти су без дршке и свака је окружена Спољним и унутрашњим линерним листом. Осим у роду Pillansia, цвасти свих Ixioideae су равно распоређене или са благо закривљеном осом, формирајући на тај начин неку врсту шиљака. У роду Pillansia, цветови су распоређени у метлицу. У неким Crocoideae, лапови су смањени тако да поједини цветови стоје појединачно на свакој грани цветне осе. Овај облик цвасти се јавља у реду Romulea, на пример, роду Syringodea, шафрана (Crocus).

### Цветови
Цветови Iridaceae су двополни и врло варијабилни по боји, величини и облику, а основна својства су тројност грађе и губитак унутрашњег круга прашника. Осим Isophysidoideae, плодница је подрасла. Цветови су често радијалне симетрије, а изузеци су велики део Crocoideae и рода Diplarrhena из Iridoideae који су зимоморфни.
Код свих Crocoideae и неких Nivenioideae (Nivenia, Witsenia), Patersonioideae и Iridoideae (перунике (Iris), Moraea секције тубифлора, (Olsynium) цветови расту заједно. Цеваста круница је типска за све Crocoideae, а период цватње ове потпородице траје најмање два дана; цветови су врло издржљиви и имају прави венатур, оно што их разликује од кратких цветова са разгранатим венатуром Iridoideae и Nivenioideae. Isophysidoideae имају дуготрајне цветове.
Прашници се разликују у већини родова племена |Mariceae и Tigridieae, а релативно танке дршке једва подржавају антере (кесице за полен). Ови су стога лако доступни горњим деловима сраслог тучка. Код неких Irideae и Tigridieae, прашници су спојени заједно. Полен Iridaceae је једноставно избраздан и имају мрежасту егзину (површину поленовог зрна). Crocoideae се незнатно разликују од такве егзине, јер им је прошарана финим и честим трновима. Полен без бленде јавља се у родовима Syringodea и Crocus (шафрани). Двобридни полен се често јавља код Tigridieae. Iridoideae често имају синкоплатни полен, а аколпатни или аноматремни неке секције и пођродови перуника (Iris).
Тучкови код Isophysidoideae и Nivenioideae се састоје од релативно кратких закрилаца или су гранати, са жиговима (њушке) на целој површини. Код многих Iridoideae имају дуге гране, које се често пројектују иза самог тучка. Рубови тих грана су увијени тако да су цевасти. Код Irideae, Mariceae и неким родовима Tigridieae, ове структуре су више специјализоване: врхови грана тучка се формирају у парове, са усправним, неиспупченим додацима на површини њушке која је ограничена на доњем делу. Код Irideae, пројекције су спљоштене, а поред тога срасле са круницом, а стигматска површина је често само мали простор у средини пројекције. Код Trimezieae и многих Tigridieae, тучкови су продужени и са задебљањимаа, а њушка режњевита и сама; други пар је често усправан, сличан додацима грана, али су мањи. Код неким родовима у овој конфигурацији, тучкови су редуковани, тако да су код Eleutherine и Calydorea само формирају дуге филаментне краке, као код Nemastylis, Alophia и Tigridia, где су парни, обично витки крпасти тучкови.

### Плодови и семе
Плодови Iridaceae су локулицидне чауре, са три окца у којима је семе, у једном или два реда. Ембрион у семену лежи равно. Ендосперм је меснат или рожнат. Семе може да има арилус или крилца за расејавање ветром.

## Екологија
Чланови породице Iridaceae расту на широком избору станишта. Једино место где не расту је у самом мору, иако се Gladiolus gueinzii јавља на обали тик изнад високе линије окенске плиме надохват руке. Већина врста је прилагођена сезонској клими, са израженим сувим или хладноим периодом неповољним за раст биљака и током којег су биљке неактивне. Као резултат тога, већина врста су листопадне. Зимзелене врсте су ограничене на суптропске шуме или саване, умерене травњаке и вечно влажне крајолике. Неколико врста расте у мочварама или дуж потока, а неке чак само у распршеним сезонским водопадима.
Надземни делови (листови и стабљика) листопадних врста угибају када луковица или поданак (кормус) или улази у сезону мировања. Биљке на тај начин преживлава периоде који су неповољни за раст и повлаче се под земљу. Ово је посебно корисно у травњацима и тзв. Финбоса (особене јужноафричке вегетације), које су прилагођене редовне пожаре у сушном периоду. Тада су биљке успаване (дорманција) и њихове луковице или изданци су у стању да преживе врелину ватре под земљом. Тада пожар очистити површину тла од конкурентне вегетације, и оплоди га пепелом. Доласком првих киша, успавани изданци су спремни да напросто експлодирају у расту, избијањем стабљике и цветова пре него што они могу бити у хладу остале вегетације. На многим травњакцима и финбосима представници ове породице најбоље цветају након пожара, а неке врсте цветају само у сезони након пожара.